# Michel Bury
Michel Georges Bury (* 28. Februar 1952 in Ingwiller) ist ein ehemaliger französischer Sportschütze.

## Erfolge
Michel Bury nahm dreimal an Olympischen Spielen teil. Bei den Olympischen Spielen 1984 in Los Angeles belegte er im Dreistellungskampf mit dem Kleinkalibergewehr den zehnten Platz. Im Wettbewerb mit dem Kleinkaliber im liegenden Anschlag erzielte er wie Michael Sullivan 596 Punkte, woraufhin es zum Stechen um den Gewinn der Silbermedaille hinter Olympiasieger Edward Etzel kam, der 599 Punkte erzielt hatte. Bury setzte sich mit 18 zu 16 Punkten gegen Sullivan durch und belegte damit den zweiten Rang. 1992 schloss er in Barcelona die Konkurrenz im Dreistellungskampf mit 1155 Punkten auf dem 21. Platz ab. In der Qualifikation des liegenden Anschlags zog er dank 597 Punkten ins Finale ein, in dem er weitere 103 Punkte erzielte. Er beendete das Finale mit 700 Punkten auf dem fünften Rang. Die Spiele 1996 in Atlanta verliefen weniger erfolgreich für Bury. Er trat dieses Mal lediglich im liegenden Anschlag mit dem Kleinkalibergewehr an, bei dem er mit 592 Punkten den 31. Platz erreichte und damit das Finale um vier Punkte verpasste.
1983 wurde Bury in Innsbruck mit der Luftgewehr-Mannschaft Weltmeister. Drei Jahre darauf sicherte er sich in Suhl mit dem Freien Gewehr im Mannschaftswettbewerb des liegenden Anschlags einen weiteren Titel. Den Einzelwettkampf im stehenden Anschlag beendete er mit dem Freien Gewehr ebenso auf dem dritten Rang wie im Kleinkaliber-Dreistellungskampf mit der Mannschaft. Im stehenden Anschlag wurde er mit der Kleinkaliber-Mannschaft Vizeweltmeister. 1994 gewann Bury in Mailand seinen dritten Weltmeistertitel, als er im Dreistellungskampf mit dem Kleinkalibergewehr den ersten Platz in der Mannschaftskonkurrenz erreichte. In der Mannschaftskonkurrenz des liegenden Anschlags gewann er die Silbermedaille, während er das Einzel dieser Disziplin auf dem Bronzerang abschloss.